# Vernon Cansino
Vernon Cansino (21 de mayo de 1922 - 23 de marzo de 1974) fue un actor estadounidense. Fue más conocido por ser el hermano menor de la famosa actriz Rita Hayworth. Comenzó su carrera como bailarín de Broadway con su hermana y su hermano Eduardo Cansino, Jr..

## Biografía
Vernon Cansino nació en la Ciudad de Nueva York, Estados Unidos, descendiente de españoles por parte de padre e irlandeses por parte de madre. Era hijo de Eduardo Cansino, bailarín español nacido en Paradas, Sevilla, España y de Volga Margaret Hayworth, actriz estadounidense de ascendencia irlandesa.
Tuvo 2 hermanos mayores:
- Eduardo Cansino, Jr.
- Rita Hayworth.

Fue tío abuelo segundo del futbolista español Gonzalo García.
Murió de cáncer el 23 de marzo de 1974, a los 51 años en Los Ángeles, California, y está enterrado junto a su hermano el actor Eduardo Cansino, Jr.

## Filmografía
- Last of the Redman (1947)
- La dama de Shanghai (1947)
- Los amores de Carmen (1948)
- Canción en mi corazón (1948)